# Rhaetulus crenatus crenatus
Rhaetulus crenatus crenatus es una subespecie de coleóptero de la familia Lucanidae.

## Distribución geográfica
Habita en Corea y Taiwán.